# Религия в Актобе
Конфессии в Актобе по состоянию на 2009 год (%)
 ислам (73,3 %) христианство (22,6 %) атеизм (3,2 %) буддизм (0,08 %) иудаизм (0,06 %) другие религии (0,02 %) отказались (0,7 %)
Доминирующей религиозной конфессией в городе Актобе является ислам (в основном: сунниты). Следующим по числу последователей является христианство (в основном: православие). Численность атеистов, иудеев, буддистов и последователей прочих религий невелика.
Согласно переписи 2009 года, на территории городской администрации проживало 278 191 мусульман (73,3 %) и 88 597 христиан (22,6 %), верующих иудеев было 222 человека (0,06 %), буддистов — 306 человек (0,08 %), другие религии назвали 89 человек (0,02 %). Неверующими себя назвали 12 600 человек (3,2 %), 2 664 человека (0,7 %) отказались дать ответ о своей религиозной принадлежности. Доля мусульман, христиан, а также неверующих и отказавшихся ответить на вопрос о религии в Актобе близка к средним показателям по области, однако в городе проживает подавляющее большинство (81 %) иудеев, 86 % буддистов области, а также 69 % тех жителей области, кто указал другие религии.

## Мечети и храмы
Первым православным храмом Актобе был Собор святого Александра Невского вместимостью до 300 человек. В 30-е годы XX века храм разрушили, а на его месте был построен драматический театр. Первая мечеть города (ныне на её месте возведена Центральная мечеть) была построена татарскими купцами в 1903 году. После установления советской власти мечеть была превращена в склад, а в годы Великой Отечественной войны здание было разобрано на стройматериалы. Мечеть была вновь возведена только в 1990 году, а в 2014 году мечеть обзавелась новым просторным зданием.
На данный момент в городе действуют несколько крупных мечетей (мечеть Нур Гасыр, Центральная мечеть, мечеть Нурдаулет), три православных храма (Свято-Никольский кафедральный собор, святого Архангела Михаила, святого равноапостольного великого князя Владимира), католический приход «Доброго Пастыря». Деятельность протестантских деноминаций (Свидетели Иеговы и др.) и кришнаитов (Общество сознания Кришны) носят легальный характер, однако возникают конфликты с властями на почве их деятельности..
Подавляющее большинство мечетей находятся в ведении республиканского объединения «Духовное управление мусульман Казахстана», а православные храмы объединены под началом Уральской и Актюбинской епархии Казахстанского митрополичьего округа Русской православной церкви.

## Дискриминация на религиозной почве
Несмотря на то, что большинство населения причисляет себя к исламу, верующие школьницы и студентки города испытывают проблемы с ношением обязательного для мусульманок хиджаба — девушкам в такой одежде запрещают посещать занятия. У одной части общества ношение хиджаба не вызывает нарекания, а другая часть считает это неприемлемым. Официальные власти считают ношение платка признаком «экстремистского» и «радикального» ислама, противоречащего исламу «традиционному».

## Религиозная цензура
В 2013 году власти Актюбинской области приняли решение запретить продажу религиозной литературы в Актобе, за исключением 8 специализированных магазинов в торговых домах «Нурдаулет», «Нектар», «Берёзка», бизнес-центре «Мир», магазинах «Планета знаний», «Электрон» и на рынках «Ануар», «Жилгородок». Для нарушителей был предусмотрен штраф в размере 50 месячных расчётных показателей (МРП). Негосударственной религиозной организацией «Духовное управление мусульман Казахстана» (ДУМК) был подготовлен список запрещённой литературы. Под запрет попали книги, пропагандирующие взгляды партии «Хизб ут-Тахрир аль-Ислами», течений салафия (ваххабизм) и ахмадие. По словам верховного имама Актюбинской области Абдимутали Дауренбекова, «мусульмане Казахстана ещё не способны отличить, какие течения и какая литература верные, а какие нет, поэтому они должны читать только книги, написанные по мазхабу Абу Ханифа, и утвержденные ДУМК».

## Религиозный экстремизм и терроризм
Первый теракт в городе был совершён 24 февраля 2011 года возле тюрьмы КА-168/2, в которой отбывали свой срок трое заключённых, осуждённых вместе с погибшим в Аркалыкской тюрьме при загадочных обстоятельствах Азаматом Каримбаевым за подготовку террористических актов на территории области. 17 мая 2011 года 25-летний житель Актобе Рахимжан Махатов совершил самоподрыв возле Департамента КНБ на почве религиозного экстремизма. Этот инцидент стал первым такого рода терактом в Казахстане. В октябре того же года в Актобе на разные сроки осудили четырёх участников экстремистской группировки, большая часть членов которой была убита
в ходе контртеррористической операции в Темирском районе Актюбинской области.
События в Актобе и других городах страны связываются с распространением религиозного экстремизма в массовом сознании. Популярность радикальных ветвей ислама обусловлена комплексом внутренних и внешних факторов.
27 апреля 2015 года на скамью подсудимых по обвинению в пропаганде экстремизма через мессенджер WhatsApp попали 8 человек из Актобе. В конференц-чате, где призывали к джихаду в Сирии, состояло около 40 человек.